# Jairo Mora Sandoval

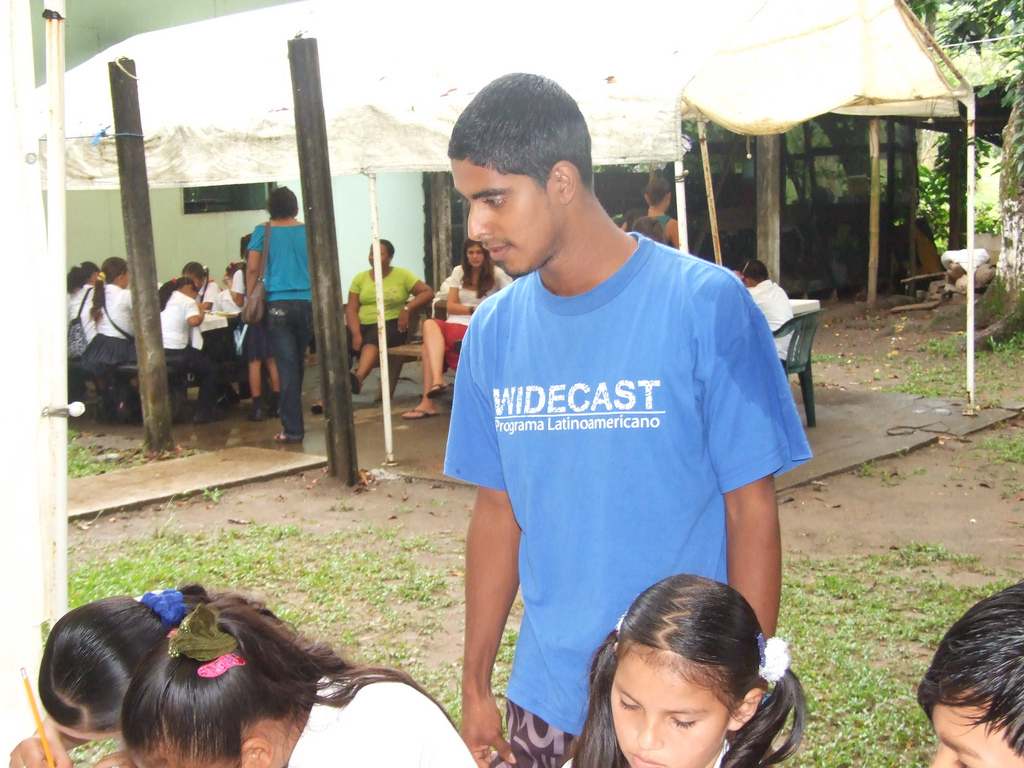
Jairo Mora Sandoval, 2010

Jairo Mora Sandoval (* 22. März 1987 in Puerto Limón; † 31. Mai 2013) war ein costa-ricanischer Biologe, Umweltaktivist und Tierschützer. Er setzte sich unter anderem für den Schutz von Lederschildkröten ein.

## Engagement
Mora Sandoval hatte mehrfach Anzeigen gegen die Plünderung von Schildkröteneiern erstattet und die Fälle über die Medien und soziale Netzwerke publik gemacht. Angesichts der zunehmenden Präsenz des Drogenhandels in der Region und dem parallel dazu wachsenden Schwarzmarkt für die Eier hatte er sich für ein Schutzgebiet am Strand von Moin starkgemacht und oft nächtelang zum Schutz der Brutstätten an den Stränden der Umgebung patrouilliert. Er war für Paradero Öko-Tour tätig und unterstützte Widecast, das Wider Caribbean Sea Turtle Conservation Network.

## Ermordung
Am 31. Mai 2013 wurde Sandovals Leiche gefesselt am Strand von Moin in der Nähe der Hafenstadt Limón aufgefunden. Entgegen früheren Berichten war er nicht durch einen Kopfschuss getötet worden, sondern durch eine Asphyxie, vermutlich ausgelöst durch einen Schlag auf den Hinterkopf. Sein Tod hat weit über die Landesgrenzen Costa Ricas für Empörung gesorgt. Jairo Mora Sandoval wurde 26 Jahre alt.
Der Mord an Mora Sandoval reihte sich in eine Serie von international weniger beachteten Mordfällen an Naturschützern in Costa Rica ein. Von 1989 bis 2016 wurden zehn Naturschützer in dem Land ermordet und keiner der Täter ermittelt.
Die drei ermittelten Täter wurden zunächst wegen Ermittlungspannen freigesprochen. Im März 2016 verurteilte sie ein costa-ricanisches Gericht zu langjährigen Haftstrafen.

## Rezeption
Ihm zu Ehren benannte die Sea Shepherd Conservation Society eines ihrer Schiffe nach ihm. Seit Januar 2014 findet dieses bei der Operation Sunu Gaal Verwendung. In Zusammenarbeit mit dem senegalesischen Ministerium für Fischerei und der Küstenwache geht es vor der Küste des westafrikanischen Staates gegen illegalen Fischfang vor.